# Herman y Katnip

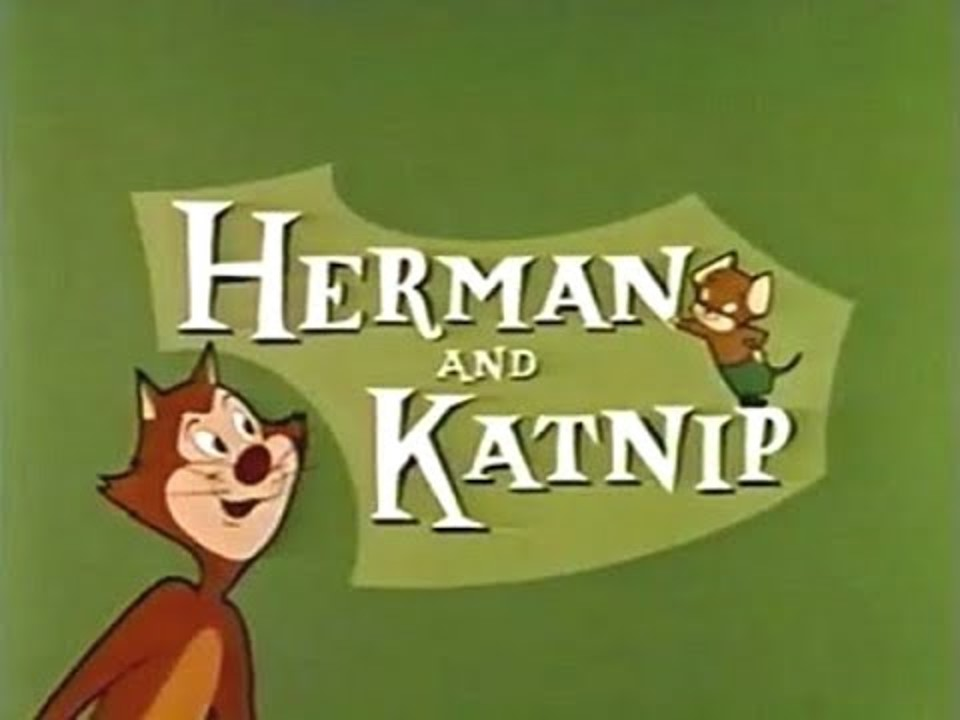
Presentación de un cortometraje animado de Herman y Katnip.

Herman and Katnip (Herman el ratón y Katnip el gato) son un dúo de personajes de dibujos animados que protagonizaron varios cortometrajes producidos por Famous Studios en las décadas de 1940 y 1950. Arnold Stang y Allen Swift fueron las voces regulares de Herman, mientras que Sid Raymond fue el actor regular de Katnip, aunque uno o ambos personajes ocasionalmente serían expresados por Jackson Beck y Jack Mercer, respectivamente.

## Historia
De 1944 a septiembre de 1950, Herman aparece sin Katnip, quien hizo su primera aparición en noviembre de 1950 con Mice Meeting You. Los dos personajes siguieron a la estrella en los dibujos animados por Famous Studios hasta 1959. Su serie de dibujos animados, que se distribuyó por Paramount Pictures, juntos es esencialmente un clon de Tom y Jerry de MGM. La diferencia clave es que, independientemente de que personificaba el bien o el mal (con Katnip siendo este último en casi todas las ocasiones), Herman siempre llegó a la cima en contra Katnip, mientras que Tom ganó su parte justa de las batallas de historietas contra Jerry. Sin embargo, Katnip rara vez tuvo problemas para forzar a Herman a pagar de alguna manera por sus victorias. Arnold Stang de la voz interpretada por Herman y Sid Raymond por Katnip.

## Legado
Leonard Maltin's publicó la historia de dibujos animados de Hollywood, Of Mice and Magic describió en la serie de Herman and Katnip como un estereotipo primario del "La violencia del Gato contra Ratón", unas batallas fue comunes entre las caricaturas de Hollywood en los años Veinte a través de los sesenta. La violencia en esta serie, mientras que la intención para el efecto cómico, a menudo alcanzó un nivel de brutalidad que superó tanto como Tom y Jerry, Super Ratón y  Silvestre de Warner Bros. La batallas de Herman con Kantip siempre terminaba con la victoria de Herman acaba con Katnip. Frecuentemente Herman y sus ratones acompañantes cantaría una canción de victoria mientras observaban a Katnip: ser torturado brutalmente (e.g. ser comido por los tiburones, muerto en un desprendimiento de rocas mientras que la escalada, colgado con las luces de Navidad y enchufado a una toma de corriente, siendo electrocutado por una máquina de "shock tester", luego aplastado por ella; sólo para convertirse en una pieza del juego de carnaval de sí mismo después de haberse arruinado en la cara con una de las armas de la galería de tiro ya montado en un Mutoscope mientras Herman dispara como a "Penny Arcade"; deje engañar con un "experiencia cercana a la muerte" de su hermano chico llamado "Kit-nip" quien el gatito realidad "fingido su muerte" después de un fallo de encendido con su arma después de tratar de disparar a Herman; o incluso morir y su fantasma de ser advertido sobre "el horno de fuego".)
Herman and Katnip y otros personajes originales de Famous fueron comprados por Harvey Comics en 1958, que continuó promoviendo los personajes bajo el nombre Harveytoons. Las caricatura de Herman el Ratón de 1944-50 (lanzadas originalmente como parte de la serie Noveltoon) fueron vendidos por Paramount en 1955 para Corporación U.M. & M. TV por la distribución de televisión. Originalmente Herman y Katnip estaban previstos en guion en la escena eliminada "El Funeral de Acme" de la película ¿Quién engañó a Roger Rabbit?. 

## Personajes secundarios

### Henry
Antes de su emparejamiento con Katnip, Herman se asoció en varias caricaturas con el gallo Henry. La némesis de Henry es su dominante esposa, Bertha (también conocida como Chicken Pie), quien lo hace hacer todo el trabajo en la casa. Sin embargo, Bertha tiene un miedo mortal a los ratones, siempre grita en estado de shock cada vez que Herman la asusta. Con la ayuda de Herman, Henry intenta manipular a Bertha para que lo trate de manera más justa. Las tarjetas de título de los cortos del equipo dicen "Con Herman y Henry"; el primero de estos cortos fue Henpecked Rooster (1944), y el último Sudden Fried Chicken (1946), en el que Bertha golpea al gallo lo suficientemente fuerte como para hospitalizarlo.
En Sudden Fried Chicken los dibujos animados también adoptaron el nombre de Héctor, aunque la tarjeta de título de "Henry" por razones desconocidas permaneció sin cambios. 

### Buzzy
En Buzzy y Katnip, Katnip también tuvo su cuota de dirigir batallas con Buzzy, un cuervo negro cantando en un sombrero de paja plana, que habló en estereotipada "dialecto negro", y tenía una voz que recuerda a Eddie Anderson, que jugó Rochester el ayuda de cámara en el programa de Jack Benny. La batalla de Katnip con Buzzy se basa generalmente en Katnip tratando de patear una dolencia. Leía un verso de rima de un libro médico que sugirió carne cuervo como la cura segura. Una vez confrontado por Katnip, sin embargo, Buzzy propondría otra solución, a la que por lo general le respondió el gato, "Hmmmm, eso suena lógico", pero estas soluciones generalmente "fallaron" a expensas de Katnip, "Esta vez, estoy haciendo lo que dice el libro!"
Buzzy el Cuervo se introdujo en 1946 en la caricaturas de Paramount, producido por Famous Studios, The Stupidstitious Cat. Los gestos y la voz de Buzzy se basaron en lo que hoy se consideran los estereotipos ofensivos de los afroamericanos de la época. Fue interpretado por Jackson Beck.
Había problemas de censura relacionados con Buzzy como un estereotipo negro con la misma idea que es como Jim Crow de Dumbo. En Casper and Friends, La voz de Buzzy es redoblado, similar a Mammy Two-Shoes, que es parte de las caricaturas de MGM, Tom y Jerry.
Buzzy aparecen frecuentemente en las historietas de Harvy Comics' Baby Hery en los 60 y 70, en una rivalidad con un gato que se asemeja Katnip pero de un color diferente. Este gato fue nombre de Katsy Cat.

## Apariciones

### Televisión
- The Harveytoons Show (TV - 1950 al 1962)
- Harvey Cartoon classics (VHS - 1986)
- The Baby Huey Show (TV - 1994 al 1995)

### Tiras Cómicas
- Paramount Animated Comics (Harvey) Apareció en 1953
- Casper the Friendly Ghost (Harvey) Apareció en 1953
- Baby Huey, the Baby Giant (Associated Newpapers) Apareció en 1955
- Baby Huey, the Baby Giant (Harvey) apareció en 1956
- Famous TV Funday Funnies (Harvey) Apareció en 1961
- Baby Huey in Duckland (Harvey) Apareció en 1962
- TV Casper and Company (Harvey) Apareció en 1963
- Harvey Hits Comics (Harvey) Apareció en 1987
- Casper and Friends (Harvey) Apareció en 1991
- Casper the Friendly Ghost (Harver) Buzzy el Cuervo, Herman y Katnip Apareció en 1991
- Harvey Comics Treasury (Dark Horse Comics) Herman y Katnip Apareció en 2010
- Casper Special (Harvey) Herman y Katnip Apareció en 2014
- Harvey Comics Classics (Dark Horse Comics) Buzzy el Cuervo, Herman y Katnipp Apareció en 2014.